# Crudia zeylanica
Espèce
Statut de conservation UICN

 EX  : Éteint
Synonymes
- Apalatoa zeylanica (Thwaites) Taub.
- Detarium zeylanicum Thwaites
- Touchiroa zeylanica (Thwaites) Kuntze

Crudia zeylanica (singhalais : පණු කරඳ), parfois connue sous le nom de légumineuse du Sri Lanka, est une espèce de plantes à fleurs de la famille des Fabaceae. C'est un arbre endémique du Sri Lanka. On pensait l'espèce éteinte, mais la plante a été redécouverte en 2019 par trois jeunes chercheurs dont Himesh Dilruwan Jayasinghe.

## Redécouverte
Cet arbre que l'on croyait autrefois éteint avec le dernier rapport confirmé en 1911. Il n'était connu que des spécimens d'herbier. En 2019, cette plante a été redécouverte dans une petite parcelle de terrain forestier située à proximité de la gare de Daraluwa à Gampaha à plusieurs endroits du district de Gampaha. Il a depuis été trouvé  dans le district de Gampaha selon le directeur général du département de la conservation de la faune et de la flore.

## Effort de conservation
Le 7 février 2021, l'agent de protection de la vie sauvage  de la division Gampaha, Devani Jayathilaka, s'est rendu sur un chantier de construction de l'autoroute de Kadawatha à Meerigama et a découvert un plant de Crudia zeylanica. Elle a immédiatement empêché les travailleurs de le détruire et a informé le personnel de l'affaire. La nouvelle a fait un énorme cirque médiatique au Sri Lanka, où plusieurs autorités ont cité la valeur de cet arbre ; ils ont ainsi empêché sa coupe .
Le 10 février 2021, la plante a été sacralisée par le clergé bouddhiste du Front national du Bhikku.
Cet arbre est abattu pour permettre la construction d'une autoroute en juillet 2023.

## Référence biologique
- (en) POWO :  Crudia zeylanica   (Thwaites) Benth. (consulté le 13 février 2021)
- (en) UICN : espèce Crudia zeylanica (consulté le 20 février 2021)

## Sources
- Centre mondial de surveillance de la conservation 1998. Crudia zeylanica . 2006 Liste rouge UICN des espèces menacées. Téléchargé le 19 juillet 2007.